# Luis Marré
Luis Marré (Guanabacoa, 1929-La Habana, 31 de octubre de 2013) fue un poeta, novelista, ensayista y traductor cubano, fundador de la Unión de Escritores y Artistas de Cuba.
Licenciado en periodismo por la Universidad de La Habana, ya desde joven dedicó su trabajo al periodismo literario y la creación. Fue redactor jefe de la revista La Nueva Gaceta y cofundador, junto a Nicolás Guillén, de La Gaceta de Cuba. Fue un poeta y escritor preciso y perfeccionista, autor de refinamiento intimista, adscrito a la Generación de los Cincuenta en Cuba. Poseedor de una extensa obra, en 2008 fue galardonado con el Premio Nacional de Literatura.

## Obras seleccionadas
- A quien conmigo va
- Nadie me vio partir
- Para mirar la tierra por tus ojos
- Voy a hablar de la dicha
- Techo a cuatro aguas
- Los ojos en el fresco
- Hojas de ruta
- Habaneras y otras letras; poesía
- Crónica de tres días